# Palais d'Esterházy
 (juin 2023).
Si vous disposez d'ouvrages ou d'articles de référence ou si vous connaissez des sites web de qualité traitant du thème abordé ici, merci de compléter l'article en donnant les références utiles à sa vérifiabilité et en les liant à la section « Notes et références ».
Pour les articles homonymes, voir Palais Esterházy.
Le Palais d'Esterházy est un château de la noblesse hongroise situé à Eisenstadt, dans le Burgenland, en Autriche.

## Historique
Le Burgenland est, en Autriche, la partie du pays ayant fait partie du royaume de Hongrie, puis de la Hongrie royale de l'empire des Habsbourg, et de la partie hongroise de l'Autriche-Hongrie. Eisenstadt s'appelait alors Kismarton.

### Chronologie
- 1364: Le château, alors forteresse militaire, entre en possession de la famille Kanizsai qui l'agrandit substantiellement.
- 1371: Le roi Louis Ier de Hongrie acquiert et développe le château, inclus dans le périmètre nord-ouest de la ville de Kismarton/Eisenstadt.
- 1622: À la paix de Nikolsbourg, les Habsbourg nomment le comte Nicolas Esterházy gouverneur du château et de son domaine, car la famille Esterházy avait du renoncer à gouverner ceux de Munkács confiés au prince transylvain Gabriel Bethlen.
- 1649: Ladislas, fils de Nicolas, achète le château à Ferdinand III. Depuis lors, château et domaine restent constamment dans la propriété de la famille Esterházy[1]. La ville de Kismarton/Eisenstadt (dans ses murs) n'était pas soumise aux Esterházy, mais avait en 1648 acheté le titre de ville libre royale hongroise. La famille a mené des activités de colonisation agricole et artisanale à courte distance à l'ouest du château (comprenant, entre autres choses, une communauté juive).
- 1918: Lors de la dislocation de l'Autriche-Hongrie, le Burgenland est la seule partie de la grande Hongrie qui reste dans le giron autrichien. Dans la plus grande partie de l'ancien empire austro-hongrois, les titres et propriétés nobiliaires sont abolis, mais pas au Burgenland : le château fait toujours partie du patrimoine de la famille Esterházy.

### La phase de construction baroque (1663-1672)
Après la mort du comte Ladislas Esterházy (en) dans la bataille de Vezekény en 1652, son frère cadet Paul a hérité du palais. Les ajouts qu'il a faits au palais, ont pris près de dix ans pour être terminés, et il a édifié la façade que nous voyons aujourd'hui.
Les plans ont été confiés à Carlo Martino Carlone et les sculptures à Hieronymus Bregno (de), Ambrosius Ferrethi (de) et les frères Ambrosius Regondi (de) et Giorgio Regondi (de) de Kaisersteinbruch.
La riche décoration en stuc a été faite par le maître italien Andrea Bertinalli.
Les travaux suivants qui avaient été prévus, ont été stoppés plus tard par le deuxième siège turc en 1683.

### Modifications auXVIIIesiècle
Il y a eu peu de modifications apportées au cours de la période baroque tardive. Au XVIIIe siècle, l'intérieur et les escaliers ont été totalement modifiés. De nombreuses salles ont été équipées de poêles et de plafonds en stuc. Les seuls grands travaux de construction dans le palais ont été le renouvellement des deux escaliers principaux, qui sont ceux que l'on voit actuellement.
Le palais était l'une des résidences d'été de la famille Esterházy à l'époque de Joseph Haydn.

### La phase de construction classique

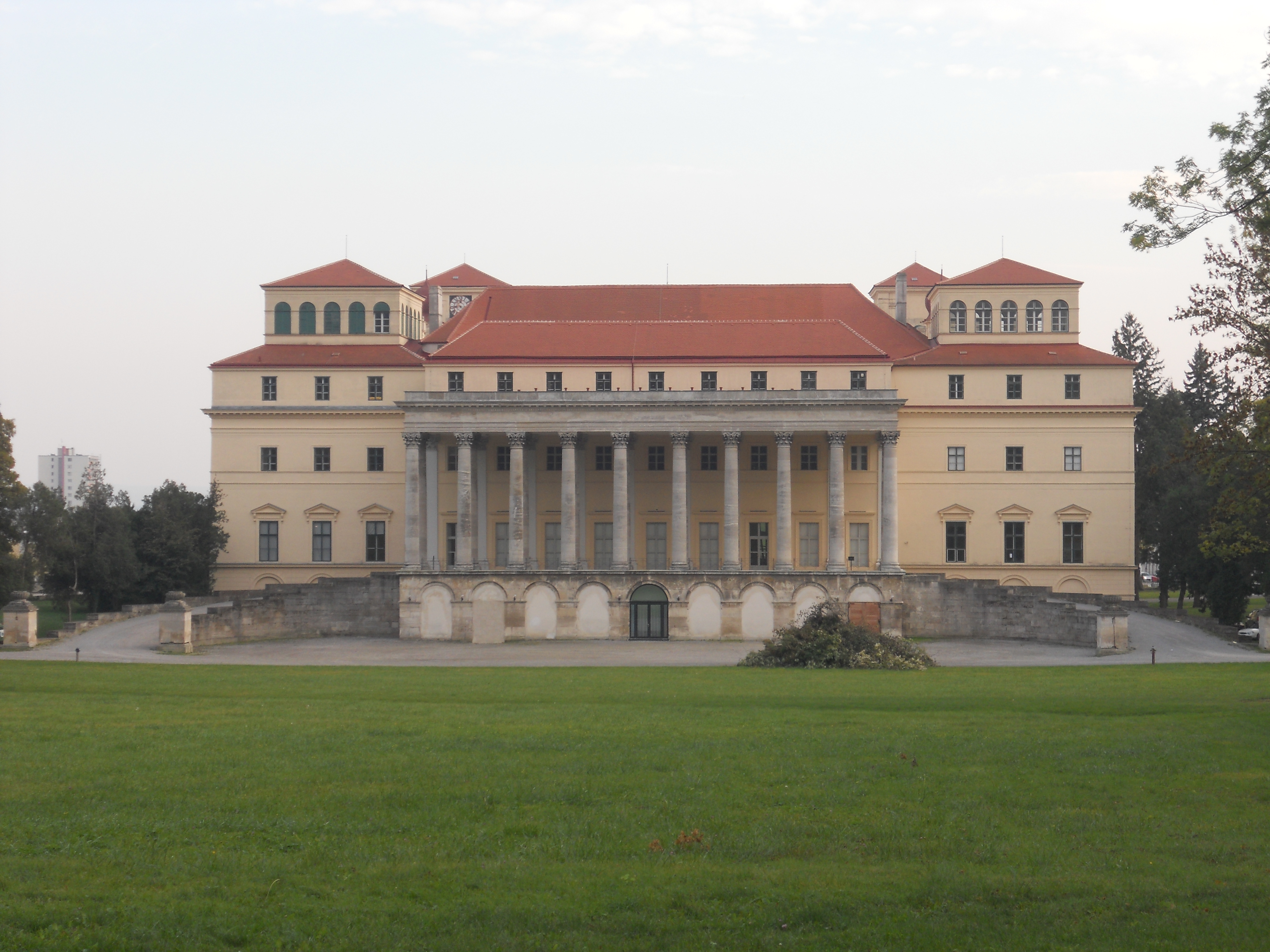
Vue actuelle de l'arrière du palais.

Le Prince Anton Esterházy a beaucoup construit, bien qu'il ne soit resté  au pouvoir qu'un court laps de temps (de 1790 à 1794).
Sous Nicolas II, fils de Anton, la résidence a été convertie dans le style classique. Nicolas a réussi à s'attacher les services d'un des architectes français les plus connus de la révolution classique, Jean-Charles-Alexandre Moreau. Moreau voulait ne garder que le noyau de l'édifice de style baroque, et largement rénover et faire des ajouts au palais dans un style classique.
La partie orientale devait accueillir le théâtre et l'opéra, la partie occidentale la galerie de tableaux Esterházy. Entre les deux tours au nord, la salle côté jardin annonçait la magnifique salle Haydn d'aujourd'hui. Pour accéder à cette salle, Moreau a construit une entrée puissante avec des rampes spacieuses à chaque extrémité et reposant sur vingt colonnes corinthiennes. Moreau a également construit un ensemble de pièces devant accueillir la «haute société» et conçues dans des styles différents.
En 1809, le manque de fonds a considérablement réduit la rénovation prévue. Le grand endettement du prince en raison des guerres napoléoniennes, ainsi que le mode de vie grandiose de la cour ne permettaient pas la construction de nouvelles pièces. 
Dans la fin du XIXe siècle, des travaux de rénovation a finalement commencé.

### Phase de construction moderne
Peu de changements ont été apportés dans la première partie du XXe siècle. Puis, en 1945, des changements importants ont été apportés au palais. Après la Seconde Guerre mondiale, le bureau du gouvernement du Burgenland et plus tard la juridiction nationale ont été logés dans le palais pendant dix ans. En 1969, le gouvernement du Burgenland a repris par bail de grandes parties de l'immeuble.

## La salle  Haydn

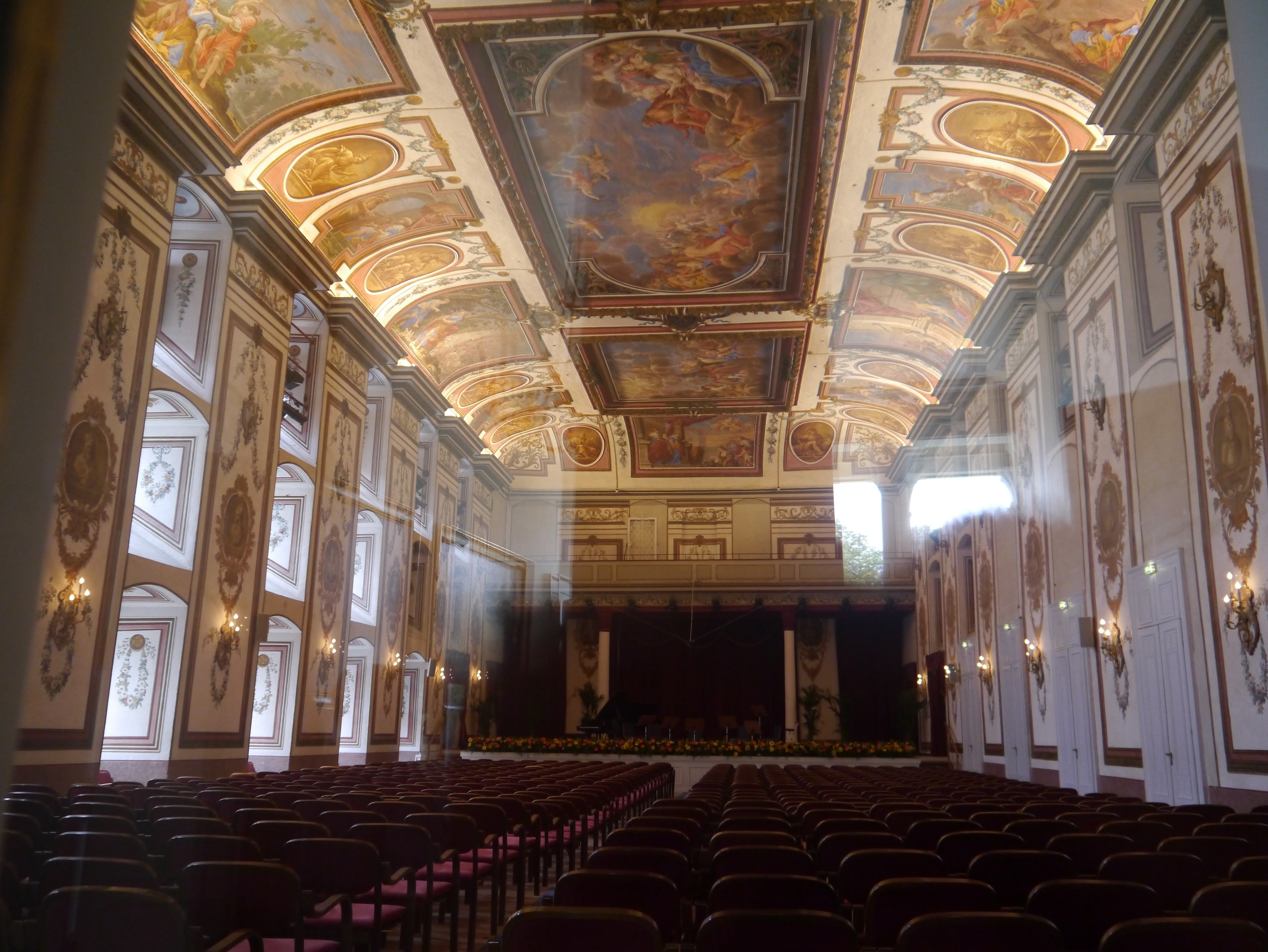
Salle Haydn

La salle  Haydn (Haydnsaal), une salle destinée originellement à de grandes large fêtes et des banquets, est une œuvre d'art en elle-même dans le château Esterházy. Par ses dimensions et sa splendeur, elle reflète la domination politique, économique et culturelle de la famille Esterházy.
Aujourd'hui, elle se classe parmi les plus belles salles de concert du monde à l'acoustique parfaite. Son nom rappelle le célèbre compositeur Joseph Haydn, qui a travaillé pendant près de quarante ans au service de la famille Esterházy. Beaucoup de ses œuvres ont été composées et créées à Eisenstadt dans le château Esterházy.
La salle  Haydn a été créée à l'époque de Paul Esterházy, au cours de la phase de construction baroque (de 1663 à 1672). Elle faisait partie des plans établis par Carlo Carlone Martino, originaire d'Italie, qui concernait la plus grande partie de l'aile nord. Elle s'étend sur trois étages, trois rangées de fenêtres superposées s'ouvrant sur le côté faisant face à la cour.

## Complexe
Le complexe du palais comprend le bâtiment principal avec la chapelle du palais et l'ancienne écurie princière et le corps de garde principal dans la zone d'entrée (construit en 1793 par le maître d'œuvre princier Joseph Ringer selon les plans de l'architecte Johann Henrici). On y trouve également un portail classé et la fontaine Emerikus (fin du XIXe siècle).

## Galerie

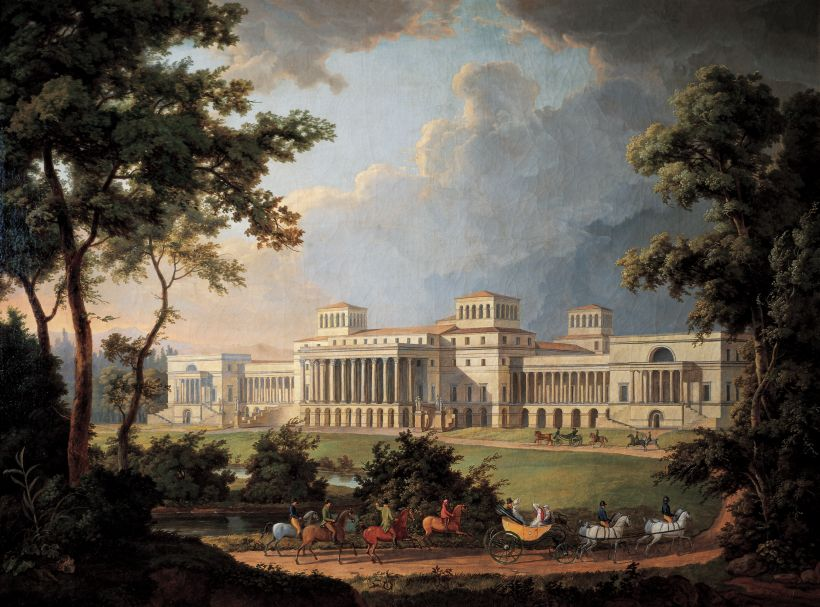
Le palais d'Esterházy en 1812, par Albert Christophe Dies (de)
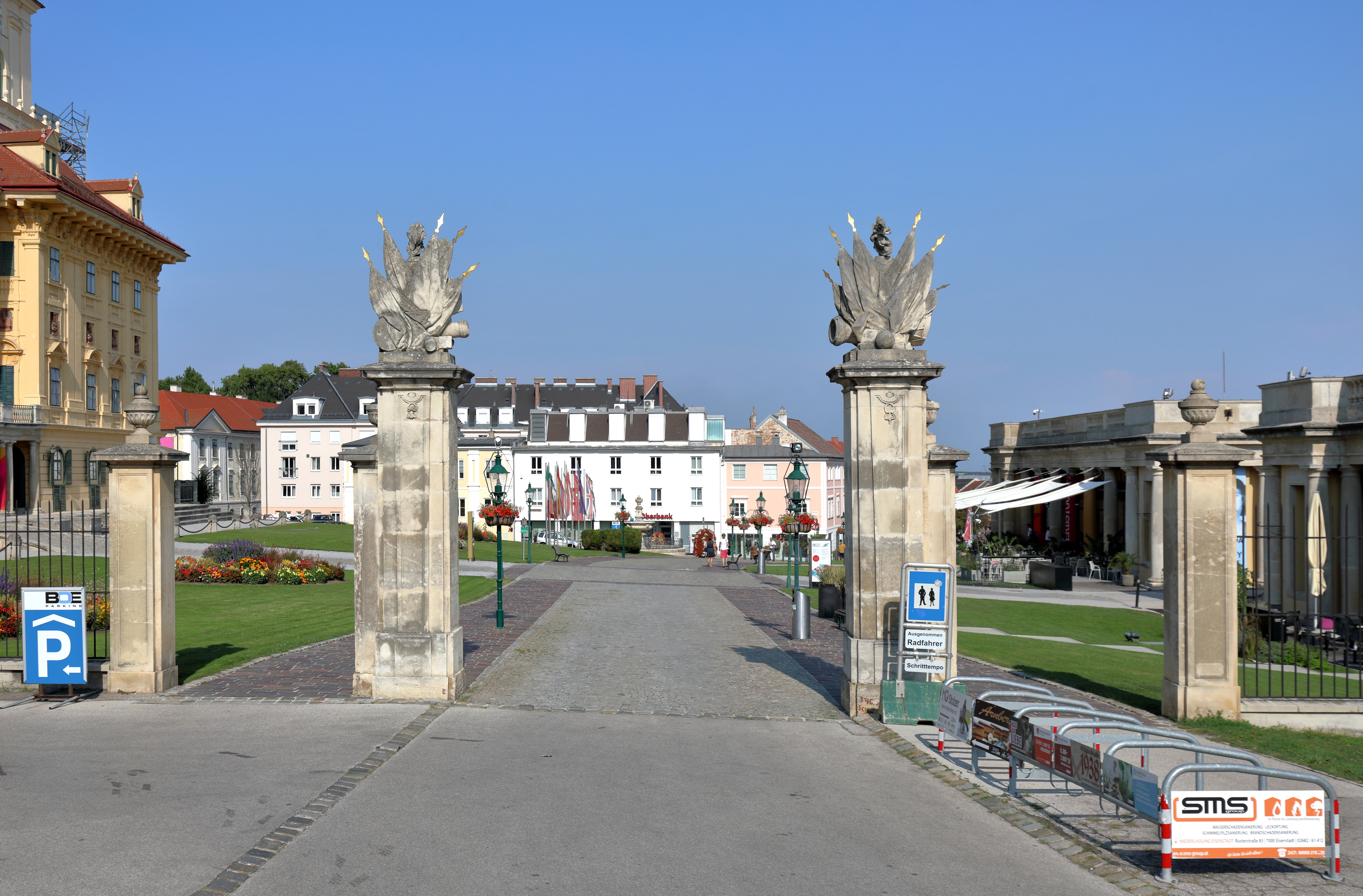
Portail d'entrée vers la place du  château
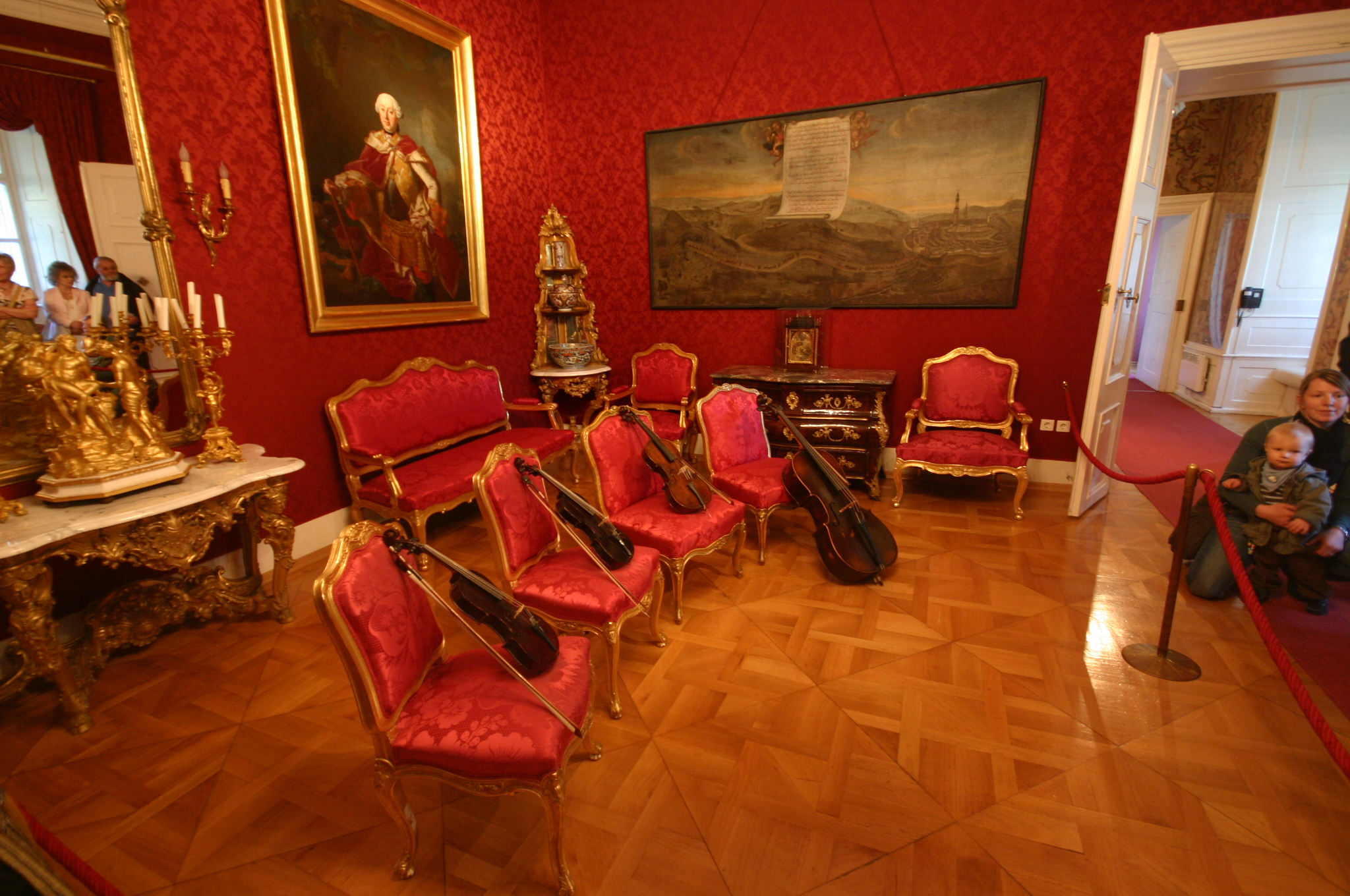
Salon rouge
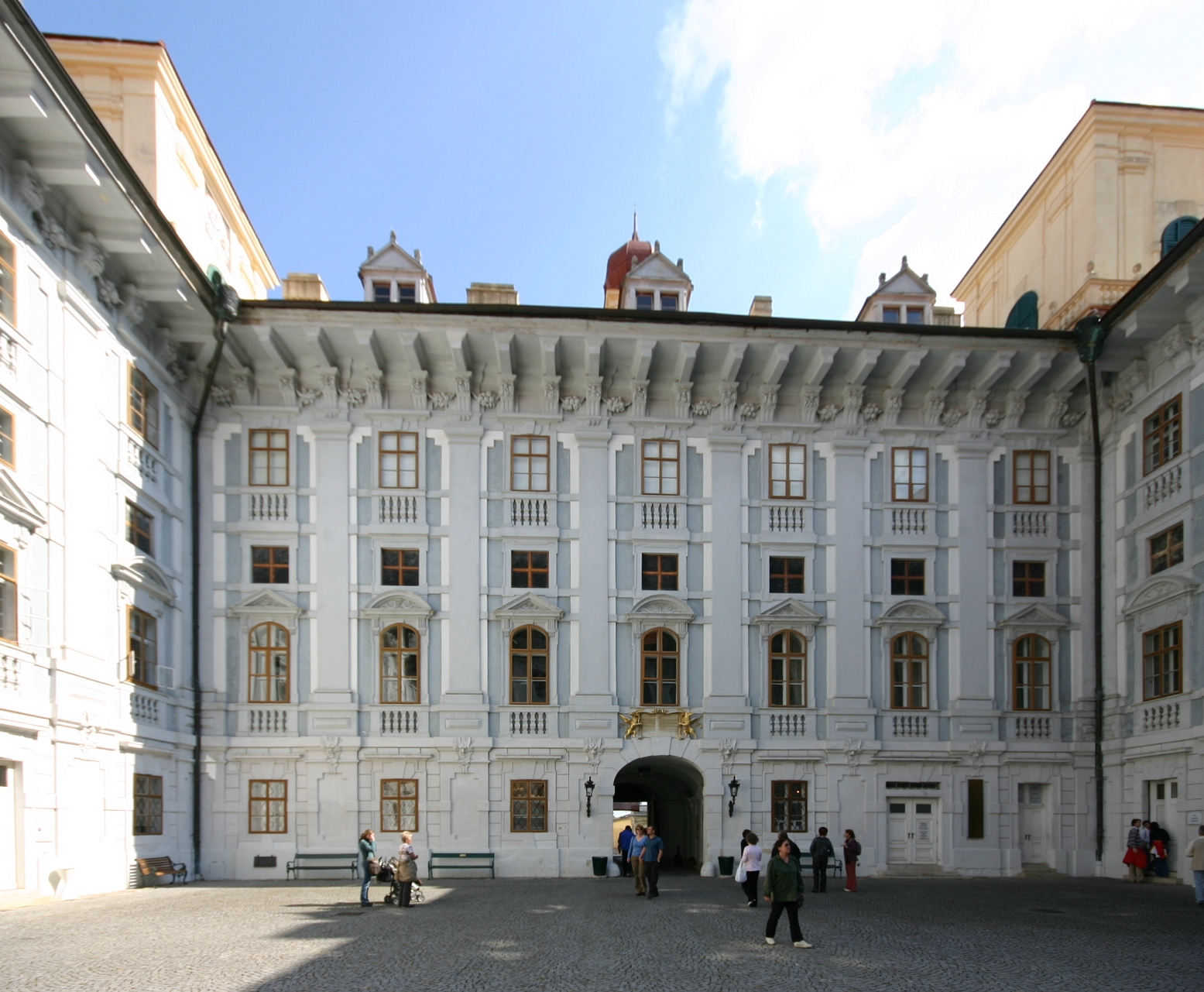
Cour intérieure du château
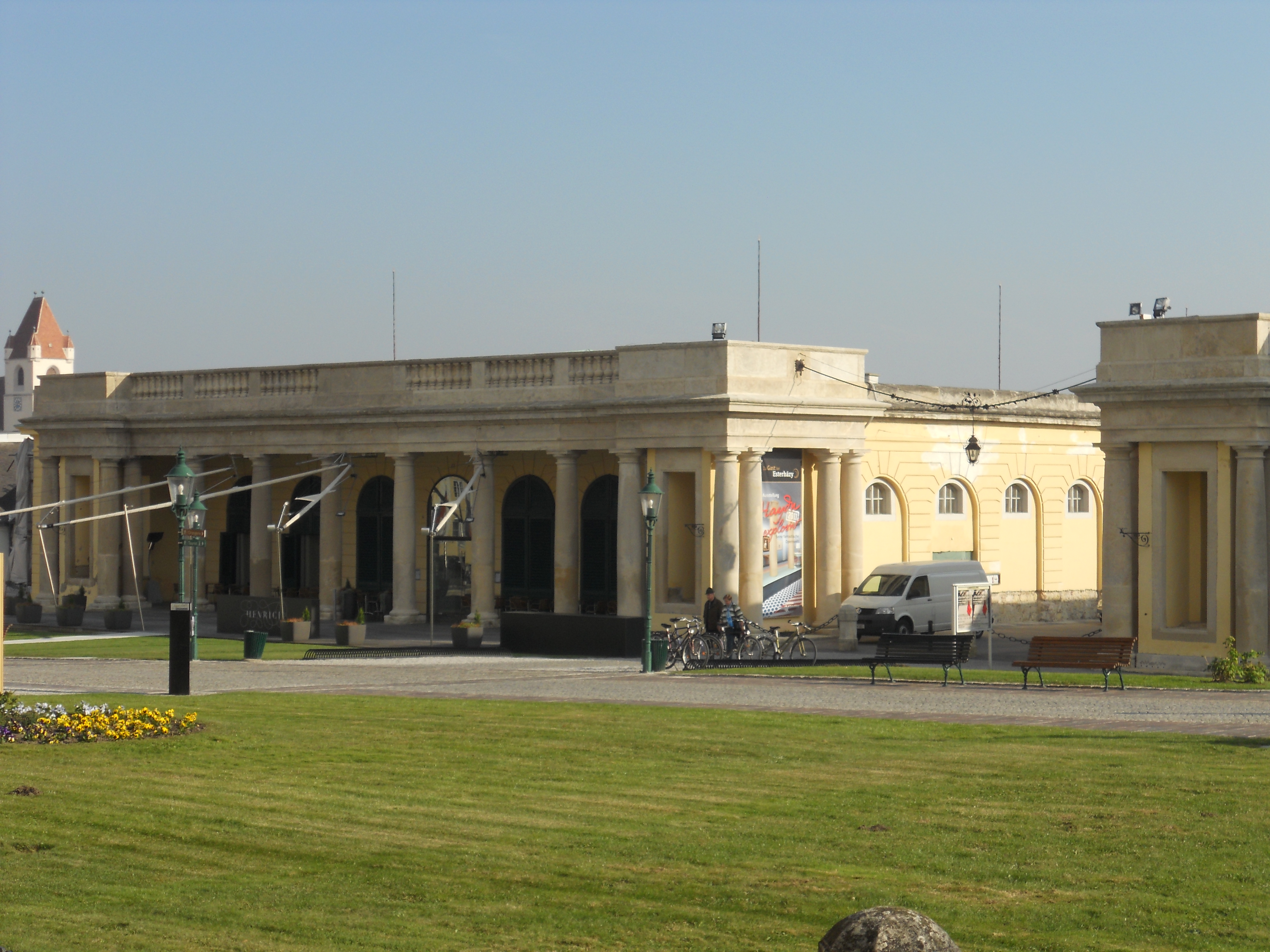
Les anciennes écuries
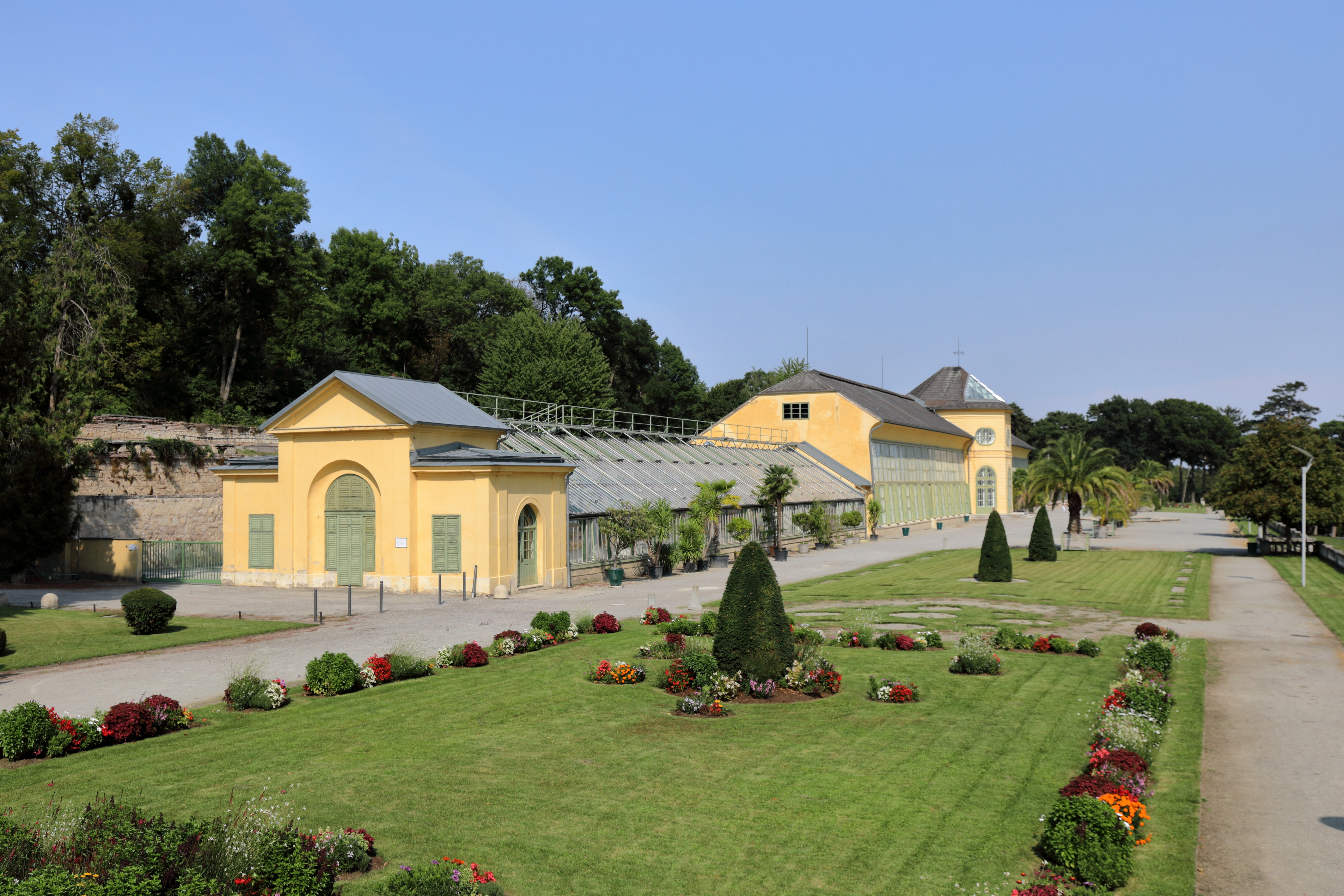
Orangerie dans le parc
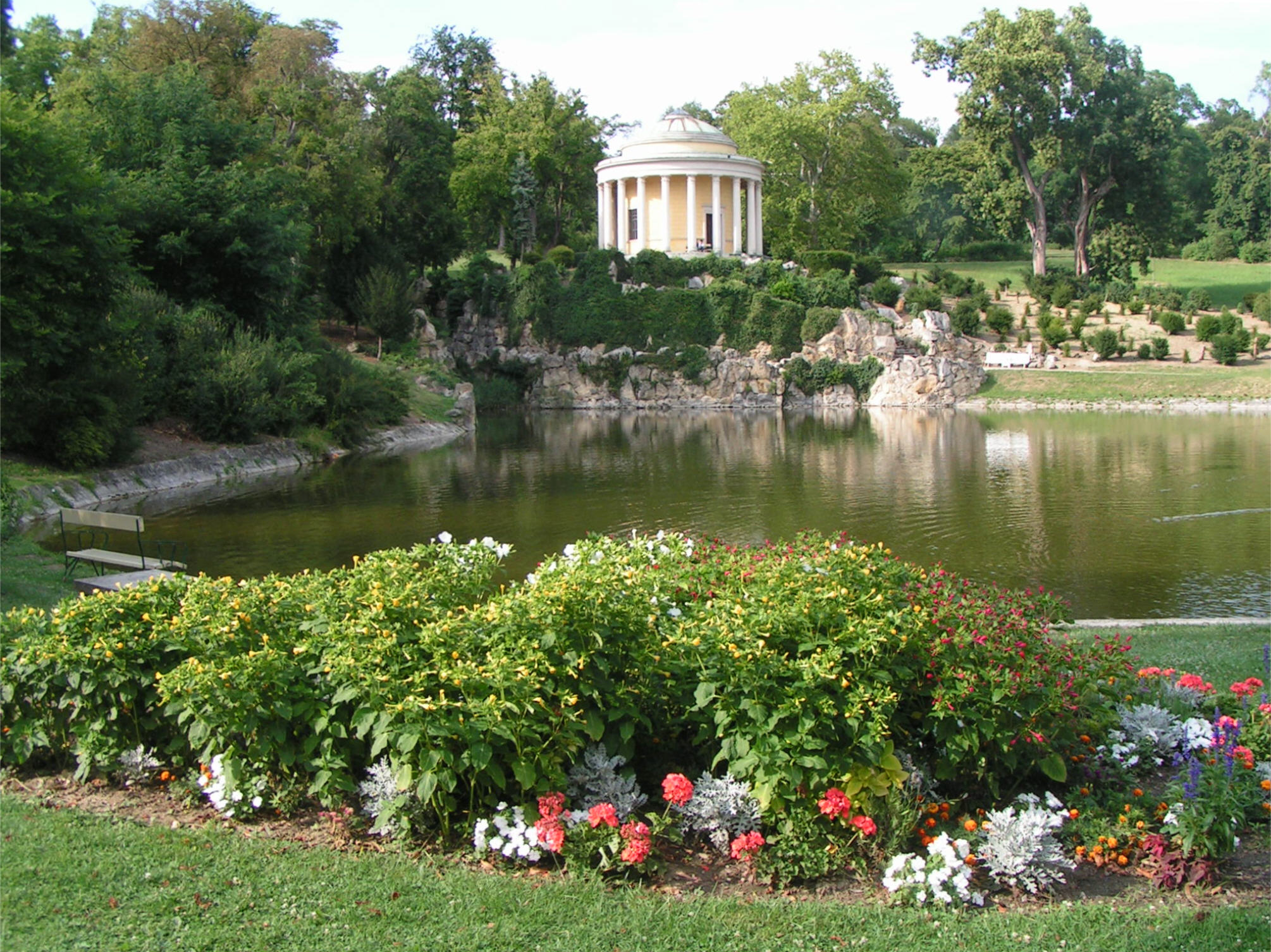
Temple de Leopoldine dans le parc